# 本町 (船橋市)
本町（ほんちょう）は、千葉県船橋市にある地名である。現行行政地名は本町一丁目から本町七丁目である。郵便番号は273-0005。

## 歴史
1940年（昭和15年）1月1日、船橋市内の大字・小字の廃止により、旧船橋町の主に「九日市」と呼ばれた地域の北・中部（南部と入会地除く）を「本町」に地名変更したのが最初である。住居表示実施前の（旧）本町は、一丁目から五丁目まで存在し、いずれも南北に細長い町域となっていた。
1965年（昭和40年）9月1日、（旧）本町一丁目のうち国道14号より南側の大部分について、船橋市としては初めて住居表示が実施され、「南本町」と「（新）湊町二丁目」の各一部となる。
1966年（昭和41年）6月1日、（旧）本町二丁目の一部が住居表示により海神二・三丁目及び山手一・三丁目の一部となる。
1970年（昭和45年）3月1日、（旧）本町一丁目〜五丁目の大半と（旧）湊町一〜三丁目、海神町五丁目、宮本町一丁目、夏見町一丁目の各一部を対象に住居表示を実施し、新たな「本町一丁目〜七丁目」が設定される。これにより国道14号より北側が「（新）本町」、南側を「（新）湊町」と町域が明確に分かれた。
その後も（旧）本町二丁目の一部から北本町一・二丁目〔1971年（昭和46年）2月1日実施〕、（旧）本町一丁目の残部から栄町一丁目〔1974年（昭和49年）12月1日実施〕と住居表示・町名変更が実施され、最後まで残っていた（旧）本町二丁目の残部も1984年（昭和54年）2月1日に住居表示によって行田一丁目の一部となった。

## 世帯数と人口
2022年（令和4年）1月1日現在の世帯数と人口は以下の通りである。
| 町丁       | 世帯数     | 人口     |
| ---------- | ---------- | -------- |
| 本町一丁目 | 1,214世帯  | 1,938人  |
| 本町二丁目 | 1,950世帯  | 2,849人  |
| 本町三丁目 | 1,451世帯  | 2,495人  |
| 本町四丁目 | 1,956世帯  | 3,495人  |
| 本町五丁目 | 1,891世帯  | 3,129人  |
| 本町六丁目 | 1,849世帯  | 2,714人  |
| 本町七丁目 | 1,393世帯  | 2,248人  |
| 計         | 11,704世帯 | 18,868人 |

## 交通

### 鉄道
- JR東日本総武本線・東武鉄道東武野田線 船橋駅
- 京成電鉄京成本線 京成船橋駅

### 道路
国道
- 国道14号

都道府県道
- 千葉県道9号船橋松戸線
- 千葉県道39号船橋停車場線

## 施設
- イトーヨーカドー 船橋店
- 東武百貨店 船橋店
- 船橋フェイス
- 船橋市 中央公民館
- 船橋市 勤労市民センター
- 船橋北口郵便局
- 千葉興業銀行 船橋支店